# 月光淑女!
『月光淑女!』は、シブがき隊の楽曲で、15枚目のシングル。1985年6月29日に発売。

## 収録曲
作詞：森雪之丞
1. 月光淑女!
作曲：Frankie T.
編曲：鷺巣詩郎
2. 終止符ゲーム
作曲・編曲：後藤次利

## カバー
- 草蜢『兒童不宜』